# NGC 620
NGC 620 è una galassia a spirale (ma da taluni autori considerata anche come peculiare) situata nella costellazione di Andromeda, a una distanza di circa 109 milioni di anni luce dalla nostra Via Lattea.

## Scoperta
NGC 620 è stata scoperta il 14 dicembre 1871 dall'astronomo francese Édouard Stephan.

## Descrizione
NGC 620 presenta una larga riga a 21 cm dell'idrogeno neutro.